# Picrato
Un picrato es una sal que contiene el anión (O 2 N) 3 C 6 H 2 O - o un éster derivado del anión picrato. Estas sales suelen producirse mediante reacciones del ácido pícrico (2,4,6-trinitrofenol).   El ion picrato es de color amarillo intenso, aunque muchas de sus sales son de color marrón o rojo anaranjado.

## Explosivos
Muchos picratos son explosivos, por ejemplo el picrato de amonio (conocido como dunita ). Algunos se utilizan como explosivos primarios, a saber, el picrato de plomo o el picrato de potasio, que se utilizan como cebadores para municiones en cartuchos. Los picratos de algunos metales tienden a ser significativamente más sensibles al impacto, la fricción y los golpes que el propio ácido pícrico. Como resultado, se desaconseja encarecidamente el almacenamiento de ácido pícrico (o mezclas que lo contengan) en recipientes metálicos debido al alto riesgo de explosión accidental.

## Otros usos
El picrato ferroso se utiliza en algunas aplicaciones como aditivo de combustible diésel para lograr un mejor kilometraje . 
El picrato de sodio se utiliza como grabador en metalografía para diferenciar la ferrita preeutectoide en acero hipoeutectoide de la cementita preeutectoide en acero hipereutectoide grabando la cementita hasta obtener un color oscuro, sin atacar la ferrita y, por lo tanto, permanece reflectante.
Los éteres y ésteres del ácido pícrico también se denominan picratos. El éter metil picrato (CAS# 606-35-9) tiene la fórmula (O 2 N) 3 C 6 H 2 OCH 3 .